# Sanija Ozoliņa
Sanija Ozoliņa (2 de octubre de 2003) es una deportista letona que compite en luge. Ganó una medalla de plata en el Campeonato Europeo de Luge de 2023, en la prueba doble.

## Palmarés internacional
| Campeonato Europeo | Campeonato Europeo | Campeonato Europeo | Campeonato Europeo |
| Año                | Lugar              | Medalla            | Prueba             |
| ------------------ | ------------------ | ------------------ | ------------------ |
| 2023               | Sigulda (Letonia)  | Medalla de plata   | Doble              |